# Łomianki
Łomianki is een stad in het Poolse woiwodschap Mazovië, gelegen in de powiat Warszawski Zachodni. De oppervlakte bedraagt 8,4 km², het inwonertal 15.196 (2005).

## Verkeer en vervoer
- Station Łomianki